# New Sensations
New Sensations je třinácté studiové album amerického hudebníka Lou Reeda, vydané v dubnu roku 1984 u vydavatelství RCA Records. Nahráno bylo v newyorském studiu Skyline Studios a o produkci se staral Reed spolu s Johnem Jansenem.

## Seznam skladeb
Všechny skladby napsal Lou Reed.

### Strana 1
1. „I Love You, Suzanne“ – 3:19
2. „Endlessly Jealous“ – 3:57
3. „My Red Joystick“ – 3:36
4. „Turn to Me“ – 4:22
5. „New Sensations“ – 5:42

### Strana2
1. „Doin’ the Things that We Want To“ – 3:55
2. „What Becomes a Legend Most“ – 3:37
3. „Fly Into the Sun“ – 3:04
4. „My Friend George“ – 3:51
5. „High in the City“ – 3:27
6. „Down at the Arcade“ – 3:40

## Sestava
- Lou Reed – kytara, zpěv
- Fernando Saunders – baskytara, doprovodný zpěv, rytmická kytara v „My Red Joystick“ a „My Friend George“
- Fred Maher – bicí
- Peter Wood – piáno, syntezátor, akordeon
- Lakshminarayana Shankar – elektrické housle
- Michael Brecker – tenor saxofon
- Randy Brecker – trubka
- Jon Faddis – trubka
- Tom Malone – pozoun, rohy
- Jocelyn Brown – doprovodný zpěv
- Rory Dodd – doprovodný zpěv
- Connie Harvey – doprovodný zpěv
- Eric Troyer – doprovodný zpěv